# John Joseph Matthews
John Joseph Mathews (16 de novembre de 1894 -16 de juny de 1979) ha estat un dels més importants escriptors i portaveus osages, i serví en el Consell Tribal Osage durant la dècada del 1930. Ha estudiat a la Universitat d'Oklahoma, a la Universitat d'Oxford i a la Universitat de Ginebra després de servir com a instructor de vol durant la Primera Guerra Mundial.
El primer llibre de Matthews fou Wah'kon-tah: The Osage and The White Man's Road (1929), que fou seleccionat pel Book-of-the-Month Club com la primera obra d'una editorial acadèmica; es va convertir en un èxit de vendes. El seu llibre The Osages: Children of the Middle Waters (1961) va ser treball vital, preservant moltes històries recopilades i la història oral dels osage.

## Primers anys i educació
Mathews va néixer a Pawhuska (Oklahoma) com l'únic fill entre els cinc de William Shirley i Eugenia (Girard) Mathews. El seu pare banquer era fill del comerciant John Allan Mathews, i de Sarah Williams, filla mestissa d'A-Ci'n-Ga, una usage pura, i "Old Bill" Williams, un missioner i home de la muntanya que viure amb els osages. Els avis de Mathews es conegueren a Kentucky on "Old Bill" Williams havia enviat les seves filles a l'escola després de la mort d'A-Ci'n-Ga. La mare de John Joseph Mathews era Pauline Eugenia Girard, la família de la qual havia emigrat de França. Amb una vuitena part d'osage, anglo-escot-irlandès i francès, els fills dels Matthews van anar a les escoles locals de Pawhuska.
Va servir a la Primera Guerra Mundial abans d'anar a la universitat, i John Mathews es va convertir en un instructor de vol i segon tinent després d'un temps en la cavalleria. Després, va anar a la Universitat d'Oklahoma, després estudià pel seu compte a la Universitat d'Oxford a Anglaterra, on es va graduar el 1923. Va estudiar Relacions Internacionals en la Universitat de Ginebra i l'Institut Universitari d'Alts Estudis Internacionals i va viatjar a l'Àfrica abans de tornar als Estats Units, decidit a estudiar la cultura i les tradicions osage.

## Matrimoni i família
John tenia tres germanes i un germà. Dues de les germanes, Lillian i Marie Mathews, no es van casar i van viure a la llar familiar a 911 Grandview Avenue de Pawhuska, OK fins a la seva mort. El seu germà fou mort quan era un nen per un puma a poques passes de la llar familiar. Li van sobreviure cinc nebots i nebodes: Fleur Feighan, William Feighan, Howard Schellenberg, Jeanne Hulse, i Maria Johnson.
El 1924 es va casar a Ginebra amb Virginia Winslow Hopper. Es van assentar a Califòrnia, on van tenir dos fills, John i Virginia. La parella es va divorciar.
Després de retornar a Oklahoma, on hi romandrà la resta de la seva vida, Mathews es va casar amb Elizabeth Hunt el 1945. Ella va treballar amb ell en gran part de la seva recerca relacionada amb els osages i la seva migració forçada de Missouri a Oklahoma. Ell considerava el seu fill John Hunt com un fillastre.

## Carrera
Després del seu retorn a Oklahoma, Mathews va començar a escriure a finals de 1920 i va publicar el seu primer llibre, una obra de la literatura de no ficció, Wah'kon-tah: The Osage and The White Man's Road (1932), amb la University of Oklahoma Press. El primer treball d'una editorial acadèmica que fou seleccionada pel nou Book-of-the-Month Club, el llibre es va convertir en un èxit de vendes a través d'aquesta publicació secundària.
La seva obra més famosa Sundown (1934), és una novel·la. És una obra semi-autobiogràfica sobre Challenge "Chal" Windzer, un jove osage. Després de marxar de casa per estudiar a la Universitat d'Oklahoma i servir en l'exèrcit, Chal se sent distanciat quan torna a la seva comunitat tribal. Pateix d'alienació i desesperança com la seva vida dona un viratge cap avall. La novel·la està ambientada durant la turbulència de la bonança petroliera que va tenir lloc en terres Osage a Oklahoma a partir de les dues primeres dècades del segle xx, que generà una gran riquesa per a les persones que tenien drets. Representa les friccions dins de la comunitat tribal com a resultat de la bonança, així com les estafes i nombrosos assassinats d'osages durant la dècada de 1920 per oportunistes blancs que van tractar d'obtenir el control dels drets osage.
Durant la dècada de 1930 i la Gran Depressió, Mathews era políticament actiu dins de la Nació Osage. A mesura que es van aprofitar de la Llei de Reorganització Índia de 1934 i de l'Oklahoma Indian Welfare Act, Mathews va ajudar a la nació Osage a restaurar el seu autogovern. Va ser escollit per al Consell Tribal, servint des de 1934 a 1942. Va ajudar a fundar el Museu Tribal Osage, que va obrir les portes el 1938 a Pawhuska.
El 1940 Mathews va servir com el representant dels Estats Units a la Conferència dels Indis d'Amèrica a Michoacán, Mèxio. Durant 1939-1940 va viure i estudiar a Mèxic amb una Beca Guggenheim.
Després es va concentrar novament en escriure. La seva obra Talking to the Moon (1945) és una narració dels deu anys que va passar als "blackjacks" de la seva terra natal, l'observació de la natura i la reflexió sobre la influència del medi ambient sobre la cultura Osage. És una combinació d'autobiografia, tractat filosòfic i obra d'un naturalista aficionat. Alguns crítics el van comparar amb Walden de Henry David Thoreau.
A The Osages: Children of the Middle Waters (1961), Mathews combinà la seva investigació amb moltes històries orals recollides del seu poble, com a forma de preservar i interpretar la seva cultura comú. La seva Life and Death of an Oilman: The Career of E. W. Marland (1951) és l'única biografia; narra una figura notable de la bonança petroliera que també va servir com a governador de l'estat.

## Obres
- Wah'kon-tah: The Osage and The White Man's Road (1929)
- Sundown (1934)
- Talking to the Moon (1945),
- Life and Death of an Oilman: The Career of E. W. Marland (1951)
- The Osages: Children of the Middle Waters (1961)
- Twenty Thousand Mornings (2011)

## Llegat i honors
- 1996, Oklahoma Historians Hall of Fame - introducció pòstuma[5]